# Asaf Hanuka
Asaf Hanuka, né en 1974, est un illustrateur et dessinateur de bande dessinée israélien.

## Biographie
Asaf Hanuka a fait des études de bande dessinée à l'école Émile-Cohl à Lyon. C'est à cette période qu'il illustre le roman Carton Jaune ! de Didier Daeninckx.
Il est le frère jumeau de Tomer Hanuka, dessinateur aussi, avec lequel il a créé la bande dessinée Bipolar, qui a été récompensée aux prix Eisner, Harvey et Ignatz.
En 2008, il a participé à la création des séquences oniriques sur le film d'animation Valse avec Bachir.
Il vit et travaille à Tel Aviv.

## Publications

### Illustration
- Nike, Canal+, Rolling Stone, Fortune, The New York Times, Time, The Wall Street Journal, Forbes, PC magazine, Newsweek, Men's Health.

### Bande dessinée
- En anglais

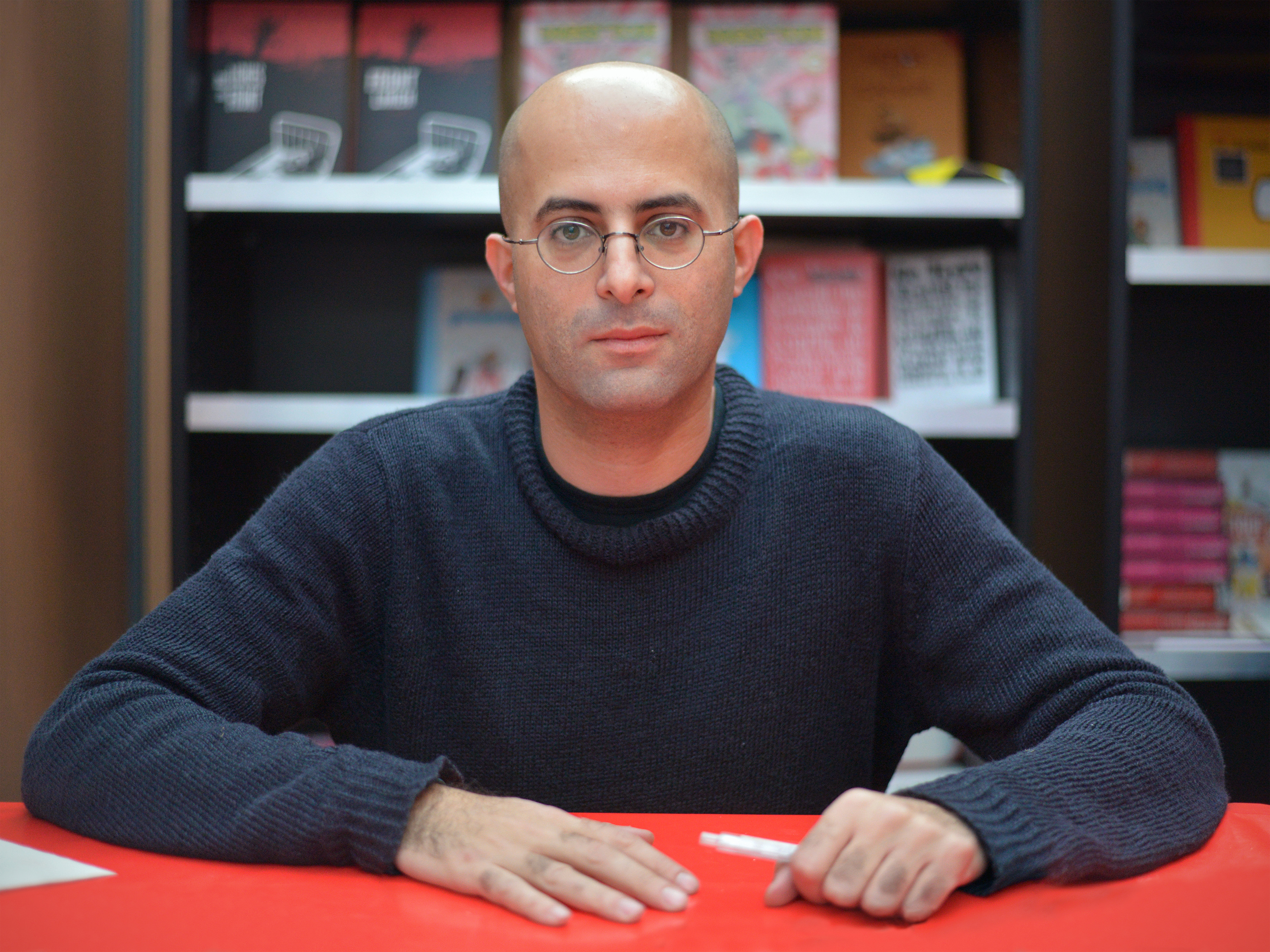
Asaf Hanuka au Festival d'Angoulême 2015.

  - Bipolar, avec Tomer Hanuka, Alternative Comics
  - Pizzeria Kamikaze, avec Etgar Keret, Alternative Comics, 2005,  (ISBN 1-891867-90-3)
  - The Realist, 3 tomes

- En hébreu
  - Simtaot Hazaam (Streets of Fury), avec Etgar Keret, Zmora Bitan, 1997

- En français
  - Carton Jaune !, scénario de Didier Daeninckx, Éditions du Masque, 1999[1].
  - La Journée de la Terre, scénario d'Etgar Keret, Éditions du Masque, coll. « Petits meurtres », 2000  (ISBN 2-7024-9323-8)[2].
  - Hors limites, scénario de Didier Daeninckx, Presses de la Cité, 2001. Réédité en 2017 par EP.
  - La Légende de Cassidy, scénario de Roger Martin, EP, coll. « Trilogies » :

  1. 100 Tueurs dans la pluie, 2003  (ISBN 2-84810-021-4)[3].
  2. Le Syndicat des pilleurs de trains, 2006  (ISBN 2-84810-052-4).

  - Pizzeria Kamikaze, scénario d'Etgar Keret (traduction de Rosie Pinhas-Delpuech), Actes Sud, 2008.
  - K.O. à Tel Aviv, Steinkis :

  1. 2012
  2. 2014. Sélection officielle au Festival d'Angoulême 2015.
  3. 2016

  - Le Divin, avec Tomer Hanuka, scénario de Boaz Lavie, Dargaud, 2015
  - En italien
  - Sono ancora vivo avec Roberto Saviano, 2021, traduction française  Je suis toujours vivant Gallimard 2022

## Filmographie
- 2008 : Valse avec Bachir (ואלס עם באשיר, Vals Im Bashir), film d'animation
- TBA : Je suis toujours vivant (Sono ancora vivo), film d'animation[4]

## Prix et récompenses
- 2016 :  Prix Eisner de la meilleure édition américaine d'une œuvre internationale pour K.O. à Tel Aviv